# Mitsuru Adachi
Mitsuru Adachi (Japans: あだち充, Adachi Mitsuru) (Isesaki, 9 februari 1951) is een Japanse mangatekenaar. Mitsuru staat in het oosten vooral bekend om zijn honkbal shonen-reeksen zoals Touch en H2. Veel van zijn werk is in het westen (nog) niet uitgegeven en daarom is deze mangaka vrijwel enkel bekend bij de fans van zijn werk en manga-importeurs.
De manga Touch, H2, Hiatari Ryōkō, Slow Step, Cross Game en Miyuki zijn onderhand verwerkt tot anime.
Adachi's broer Tsutomu Adachi was eveneens mangaka en oefende een grote invloed uit op Mitsuru's carrière.

## Werk
- Cross Game (クロス・ゲーム Kurosu Gēmu)
- H2
- Hiatari Ryōkō (陽あたり良好!)
- Itsumo Misora (いつも美空)
- Jinbē (じんべえ')
- KATSU! (KATSU!)
- Miyuki (みゆき)
- Niji Iro Tōgarashi (虹色とうがらし)
- Nine (ナイン Nain)
- Oira Hōkago Wakadaishō (おいら放課後若大将)
- Rough (ラフ Rafu)
- Short Program (ショートプログラム Shōto Puroguramu) 1-2
- Slow Step (スローステップ Surō Suteppu)
- Touch (タッチ Tacchi)

## Prijzen
- 1983: Shogakukan Manga-prijs in de categorie shonen voor Miyuki en Touch[3]
- 2009: Shogakukan Manga-prijs in de categorie shonen voor Cross Game[3]

- Biblioteca Nacional de España: XX1044802
- Bibliothèque nationale de France: cb13530186w (data)
- Catàleg d'autoritats de noms i títols de Catalunya: 981061105051806706
- CiNii: DA12541711
- Gemeinsame Normdatei: 1089655975
- International Standard Name Identifier: 0000 0000 5463 6291
- Library of Congress Control Number: nr98012758
- Bibliotheek van het Japanse parlement: 00119060
- Nationale bibliotheek van Australië: 49860556
- Nationale Bibliotheek van Israël: 987007334886705171
- Système universitaire de documentation: 050444964
- Trove: 1529270
- Virtual International Authority File: 34618067
- WorldCat: E39PBJxhtBXg7RQ6Mp7gGfCfbd